# Квон Су Хьон (хокеїстка на траві)
Квон Су Хьон (23 лютого 1974) — південнокорейська хокеїстка на траві.
Срібна призерка Олімпійських Ігор 1996 року.
Переможниця Азійських ігор 1994 року.